# أرمينيو
أرمينيون (Αρμένιον) هي مدينة في لاريسا في مقاطعة فوريا إلادا في اليونان.
يبلغ عدد سكانها حوالي 678 نسمة.